# Л’Отельри
Л’Отельри́ (фр. L’ Hôtellerie) — коммуна во Франции, находится в регионе Нижняя Нормандия. Департамент коммуны — Кальвадос. Входит в состав кантона Лизьё 1-й кантон. Округ коммуны — Лизьё.
Код INSEE коммуны — 14334.

## Население
Население коммуны на 2010 год составляло 317 человек.
| 1962 | 1968 | 1975 | 1982 | 1990 | 1999 | 2010 |
| ---- | ---- | ---- | ---- | ---- | ---- | ---- |
| 207  | 212  | 213  | 214  | 217  | 188  | 317  |

## Экономика
В 2010 году среди 200 человек трудоспособного возраста (15—64 лет) 149 были экономически активными, 51 — неактивными (показатель активности — 74,5 %, в 1999 году было 63,1 %). Из 149 активных жителей работали 132 человека (69 мужчин и 63 женщины), безработных было 17 (8 мужчин и 9 женщин). Среди 51 неактивных 13 человек были учениками или студентами, 19 — пенсионерами, 19 были неактивными по другим причинам.